# Sari van Heemskerck Pillis-Duvekot
Sara (Sari) van Heemskerck Pillis-Duvekot (Goes, 2 mei 1940) is een Nederlandse bestuurder en politica voor de Volkspartij voor Vrijheid en Democratie (VVD).

## Levensloop
Na het Christelijk Lyceum voor Zeeland in Goes volgde zij de secretaresseopleiding in Rotterdam. Na deze opleiding studeerde ze een jaar in de Verenigde Staten. Ze was eerst werkzaam op het gebied van reclame en marketing en daarna was ze welzijnscoördinator in de gemeente Rotterdam. Na deze baan in Rotterdam was ze beleidsmedewerker in de Zeeuwse Vrouwenraad en waarna ze als algemeen secretaris werkzaam was voor de Federatie Landelijke Samenwerking Bejaardenoorden. Ze begon haar politieke carrière als lid van de gemeenteraad van Ouderkerk aan den IJssel. Van 11 november 1982 tot 19 mei 1998 was van Heemskerck Pillis-Duvekot lid van de Tweede Kamer der Staten-Generaal. In de Tweede Kamer der Staten-Generaal hield ze zich voornamelijk bezig met defensie (personeel), buitenlandse zaken en cultuur. Tevens was ze mediawoordvoerster van de VVD Tweede Kamerfractie. Sara had grote culturele belangstelling en was in de Tweede Kamer der Staten-Generaal voorzitter van de concertcommissie.
In 1981 was ze VN vrouwenvertegenwoordiger en ging ze naar de Algemene Vergadering van de Verenigde Naties om daar een toespraak te houden.

## Partijpolitieke functies
- Penningmeester van de Stichting Organisatie Vrouwen in de VVD
- Lid van de partijraad VVD
- Fractievoorzitter van de VVD gemeenteraad van Ouderkerk aan den IJssel
- Lid van de Executive Liberal Internationals
- Lid van het hoofdbestuur van de VVD

## Ridderorden
- Ridder in de Orde van de Nederlandse Leeuw, 28 april 1995
- Ridder in de Orde van Oranje-Nassau, 18 mei 1998

## Persoonlijk
Sara van Heemskerck Pillis-Duvekot is getrouwd op 25 mei 1962 in de Nederlandse plaats Goes en het echtpaar heeft een zoon. Sara is woonachtig in de stad Den Haag.